# F1 Pole Position 64
F1 Pole Position 64, publicat al Japó com a Human Grand Prix: The New Generation, és un videojoc de curses del 1997 per la Nintendo 64 desenvolupat per Human Entertainment i publicat pels mateixos al Japó, però manejat per Ubi Soft pels mercats nord-americans i europeus. És la cinquena i última part de la sèrie Human Grand Prix / F1 Pole Position (amb la marca F1 Pole Position saltant l'anterior edició III i IV), de la Fórmula 1.
F1 Pole Position 64 es basa en la temporada 1996 de Fórmula 1.

## Jugabilitat
El joc inclou tots els circuits de la temporada de 1996, en un moment en què les curses van començar a Austràlia i van acabar al Japó. Els equips es configuren amb pilots rellevants, però hi ha una funció de plantilla inclosa, que permet al jugador assignar els pilots a diferents equips (inclosa l'assignació del mateix pilot a més d'un rol) i fins i tot eliminar un pilot real i substituir-lo per desconeguts "Driver <1~6>" (la imatge del pilot 2, la data de naixement i la nacionalitat coincideixen amb la de Ralf Schumacher, que no va començar la seva carrera de F1 fins a la 1997). Si el jugador finalitza en general en primer lloc en el mode World Grand Prix, també poden canviar els motors entre els equips. Tant el conductor com l'intercanvi del motor afectaran significativament el rendiment del cotxe.
El cotxe es pot controlar amb el stick analògic o el D-pad del comandament de Nintendo 64 estàndard. El temps és variable i pot canviar inclús enmig d'una cursa.
El mode principal de Grand Prix permet als jugadors progressar en el calendari de curses, amb cada cursa de deu voltes; també hi ha mode "Battle" (format de carrera única) i modes de contrarrelotge. El mode Battle permet al jugador escollir quins pilots han de combinar, així com opcions estàndard com ara voltes i opcions meteorològiques. El joc presenta danys interns als vehicles, però no hi ha cap tipus d'externs, a part del fum que aparegui si el conductor estigués buidant el motor. El joc només permet als jugadors conduir per defecte un màxim de 10 voltes a cada pista, però mantenint premut un botó quan un està seleccionant quantes voltes fer, el jugador pot superar aquest límit i córrer fins a 30 voltes.

## Rebuda
Next Generation va analitzar el Human Grand Prix, la versió japonesa del joc de Nintendo 64, que va qualificar dues estrelles de cinc i va afirmar que "Aquest és un joc per als fanàtics desesperats de Nintendo que simplement han de tenir un joc de carreres de F1, encara que la qualitat sigui condemnada. Si no esteu desesperats, oblideu-lo."
F1 Pole Position 64 va ser rebut malament per IGN, que va donar al joc un 4,1 sobre 10 en general. IGN va criticar la presentació del joc, afirmant que: "els circuits gairebé no s'assemblen als seus homòlegs de la vida real." Glenn Rubenstein, escrivint per GameSpot, va donar el joc un 4.2/10, concloent: "sembla bo, però això és l'únic que té."
Next Generation va revisar la versió de Nintendo 64 del joc, que va qualificar tres estrelles de cinc i va dir que "Amb tot, el joc satisfarà els entusiastes de la F1 i fins i tot podria atreure als afeccionats a les carreres. Amb totes les seves opcions de modificació, molts cursos, modes de joc i pilots i circuits de la vida real, F1 és un joc que val la pena fer una ullada."